# Рютлі
46°58′10″ пн. ш. 8°35′34″ сх. д. / 46.969344444444° пн. ш. 8.5927027777778° сх. д.
Рю́тлі (нім. Rütli, раніше: Grütli «галявинка», від якого також фр. le Grütli) — галявина на території громади Зеелісберг, кантон Урі, Швейцарія, на західному березі Урнського озера, яке є рукавом Фірвальдштеттського озера. На цій галявині, згідно зі швейцарським національним міфом, 1291 року було укладено союз трьох пракантонів Урі, Швіц та Унтервальден (Обвальден та Нідвальден) — так звану клятву на Рютлі.
Щорічно першого серпня на галявині Рютлі відбуваються урочистості з нагоди національного свята, виступає президент Швейцарської Конфедерації.